# Joseph Asal
Joseph Asal est un peintre né en 1875 à Fribourg-en-Brisgau et mort en 1950 à Marienthal (Alsace).

## Formation
Orphelin, il est placé dans un orphelinat à Lahr/Schwarzwald à l'âge de 10 ans. Il fait un apprentissage de peinture à Pforzheim. Il entre ensuite à l'Académie des beaux-arts de Karlsruhe en 1893 et suit les cours de Hans Thoma. Il interrompt ses études, puis fréquente un temps l'atelier du maître verrier Fritz Geiges (de) à Fribourg-en-Brisgau. pendant cette période, il restaure les tours Martinstor et le Schwabentor et décore les églises Saint-Jean (de) et du Sacré-Coeur (de) de Fribourg-en-Brisgau. 
Il reprend ses études à l'académie des Beaux-arts en 1898. 
Il est un des membres de l'école de Beuron, mouvement artistique né à l'abbaye de Beuron, près de Sigmaringen de 1900 à 1910. L'école de Beuron a pour but de renouveler l'art chrétien et décore plusieurs monastères appartenant à la congrégation de Beuron, comme l'abbaye de Maredsous en Belgique, l'abbaye Sainte-Hildegarde d'Eibingen à Rüdesheim am Rhein en Allemagne, le cloître d'Emmaüs et de l'abbaye Saint-Gabriel de Prague en République tchèque. Cette école artistique décore également le berceau de la confédération bénédictine, l'abbaye territoriale du Mont-Cassin. Joseph Asal voyage pour se perfectionner au contact d’œuvres à Berlin, Paris et Rome. 
En 1908, il souhaite devenir moine à l'abbaye de Beuron où il côtoie Peter Lenz (connu aussi sous le nom de Desiderius Lenz), oblat à Beuron ayant eu une formation en architecture et en sculpture. Peter Lenz est influencé par les théories esthétiques de John Ruskin et l'école du préraphaélisme, mais également par Johann Friedrich Overbeck, membre du mouvement nazaréen destiné à renouveler la peinture à motifs religieux,. Il rencontre les moines Jakob Wunger, Lucas Steiner et Jan Verkade, artistes-peintres,. Mais en 1910, il doit renoncer à sa vocation pour des raisons de santé. Pendant sa période à l'abbaye de Beuron, il décore la chapelle des bénédictines du couvent de Sainte Hildegarde dans la région de Coblence.
Joseph Asal appartient au mouvement de l’école de Beuron, elle-même inscrite dans la continuité du mouvement nazaréen. Il est proche du Jugendstil.
Joseph Asal était inspiré sur le plan spirituel par les mystiques, Jean de la Croix, Catherine de Sienne, Thérèse d'Avila et Sainte Thérèse de Lisieux,. Il lisait la Bible et les Pères de l'Eglise. Il appréciait le chant grégorien.

## Décorateurs d'églises en Alsace

### Le chef-d'œuvre de Joseph Asal: la chapelle du Carmel de Marienthal
Le Carmel de Marienthal est fondé le 25 octobre 1887 par Marguerite du Saint-Sacrement, née Joséphine Jenner, fille de Dominique Jenner, aubergiste A l'Ange, qui avait rejoint, en 1872, le Carmel d'Amiens. Sa famille achète le terrain en 1886. L'église bâtie en 1890 est consacrée en 1895.
Les sœurs du Carmel souhaitent que la chapelle soit peinte. Ottilie de Wencker, originaire de Fribourg-en-Brisgau, bienfaitrice du Carmel, recommande le peintre Joseph Asal aux sœurs de Marienthal. De 1910 à 1919, Joseph Asal décore la chapelle des sœurs du Carmel de Marienthal.
Il commence par peindre la voûte en 1910 et 1911. On y trouve un décor floral composé de lianes de fleurs, symboles de la Passion du Christ. 13 médaillons représentent le Christ, détruit par un obus en 1944, entouré de Douze apôtres. Chaque apôtre est entouré d'un fragment du Credo en langue latine : Saint Pierre "Je crois en Dieu le Père tout puissant, créateur du ciel et de la terre" ; André (apôtre) "Et en Jésus Christ son Fils unique notre Seigneur" ; Saint Jacques le Majeur "a été conçu du Saint Esprit, est né de" ; Saint Barthélémy "Est monté aux cieux, est assis à la droite du Père" ; Saint Thomas "Il viendra juger les vivants et les morts" ; Saint Jacques le Mineur "Église une, sainte et apostolique, à la communion des saints" ; Simon le zélote "à la rémission des péchés" ; Jude (apôtre) ou Saint Jude Thaddée "à la résurrection de la chair" ; Saint Matthias "à la vie éternelle - Amen".
De 1911 à 1912, il peint les murs de la nef avec un décor uniquement végétal. Joseph Asal s'inspire de Philipp Otto Runge, peintre romantique allemand, qui dans la ligne du mouvement nazaréen écrivait : "L’art nouveau doit représenter la vie spirituelle de l’homme au moyen de la nature". L'Arbre de vie qui décore la chapelle se retrouve également dans l'école de Beuron. Joseph Asal a représenté sur les murs de la nef un églantier.
Dans les chapelles latérales, on trouve le lierre, le houblon et l'acanthe. A l'intérieur des chapelles, il privilégie le chardon à feuilles de carline ou la carline à feuilles d'acanthe,. Il intercale dans ses rosaces, des roses, symboles de l'amour et des passiflores, symboles de la Passion du Christ. Aux pieds des anges, il peint des coucous (narcisse jaune), des anémones, des crocus, des nivéoles de printemps, des pâquerettes, des scilles, des plantains et des coquelicots. Des oiseaux, comme des mésanges, habitent dans cette végétation luxuriante. Joseph Asal s'inspire des représentations ornithologiques d’Hector Giacomelli et du peintre japonais Isoda Koryusai. On trouve des insectes : des abeilles, des papillons, des chenilles, des coccinelles, des criquets et des petits animaux, comme un crapaud, un serpent et un escargot. A droite à l'entrée, il peint l'écusson du Carmel avec sa devise : "Je suis rempli d’un zèle jaloux pour Dieu Sabaoth" et à gauche l’écusson de Sainte Thérèse d’Avila où il est écrit : "Je chanterai éternellement les miséricordes du Seigneur".
En 1912, Joseph Asal décore le plafond de tribune de la chapelle sur le thème des Œuvres de miséricorde. Il représente des anges portant une formule latine différente pour les œuvres corporelles (nourrir les affamés, abreuver les assoiffés, visiter les malades...) et les œuvres spirituelles (corriger les coupables, enseigner les ignorants...). 
De 1916 à 1919, il peint le chœur de la chapelle. On y trouve le pélican, symboles de la piété et du sacrifice du Christ et des anges, thèmes de prédilection de l'école de Beuron. Les anges portent chacun un instrument rappelant un moment de la passion du Christ (trahison de Judas, arrestation de Jésus,...) avec des inscriptions en allemand racontant l'épisode. Pour les visages des anges, Joseph Asal a pris ses modèles parmi les jeunes hommes et jeunes filles de Marienthal,.
Après avoir obtenu la nationalité française en 1919, il multiplie les décorations picturales dans les églises en Alsace.

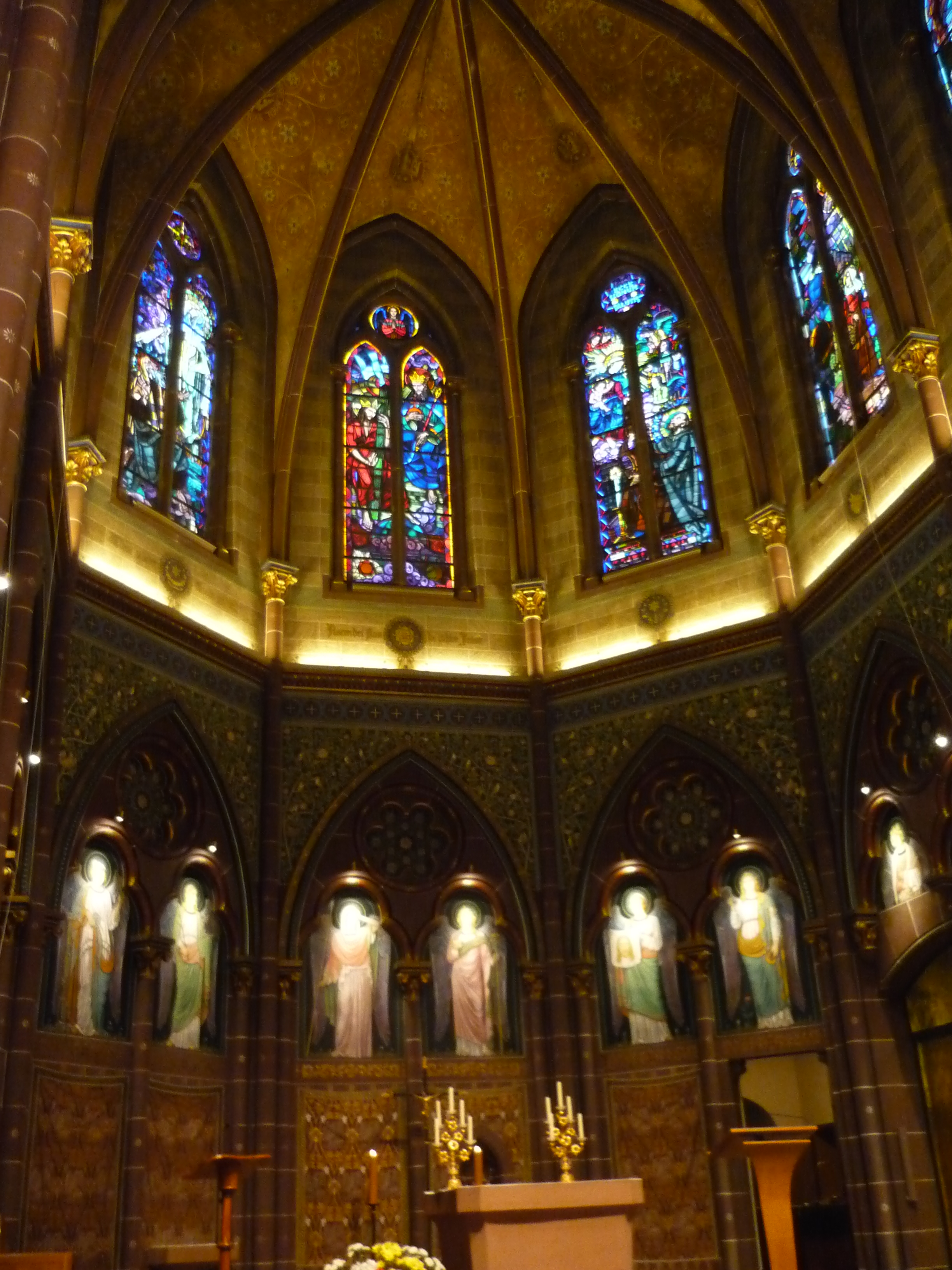
Le chœur de la chapelle du Carmel de Marienthal peint parJ. Asal.
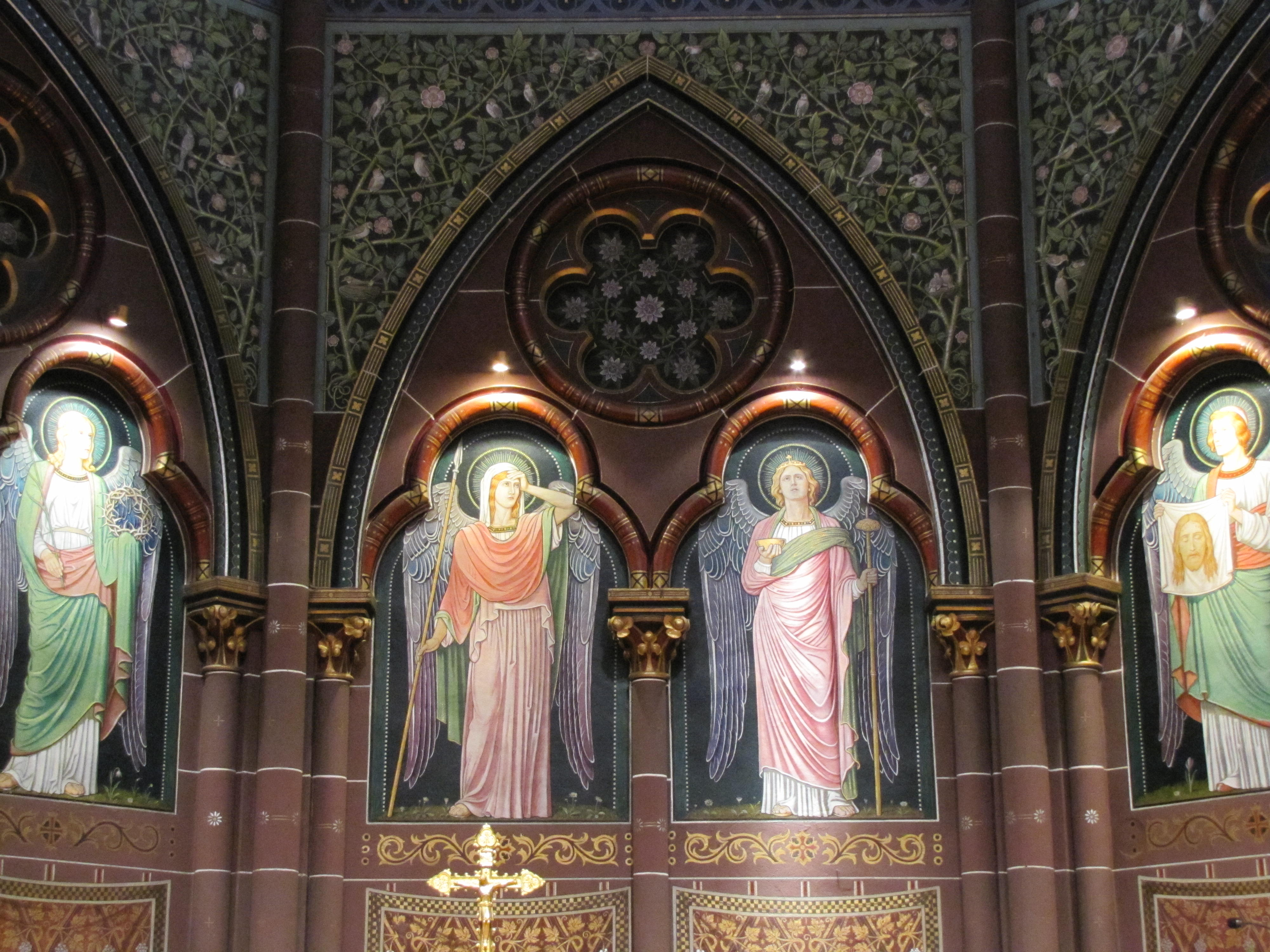
Peinture d'anges de J. Asal.
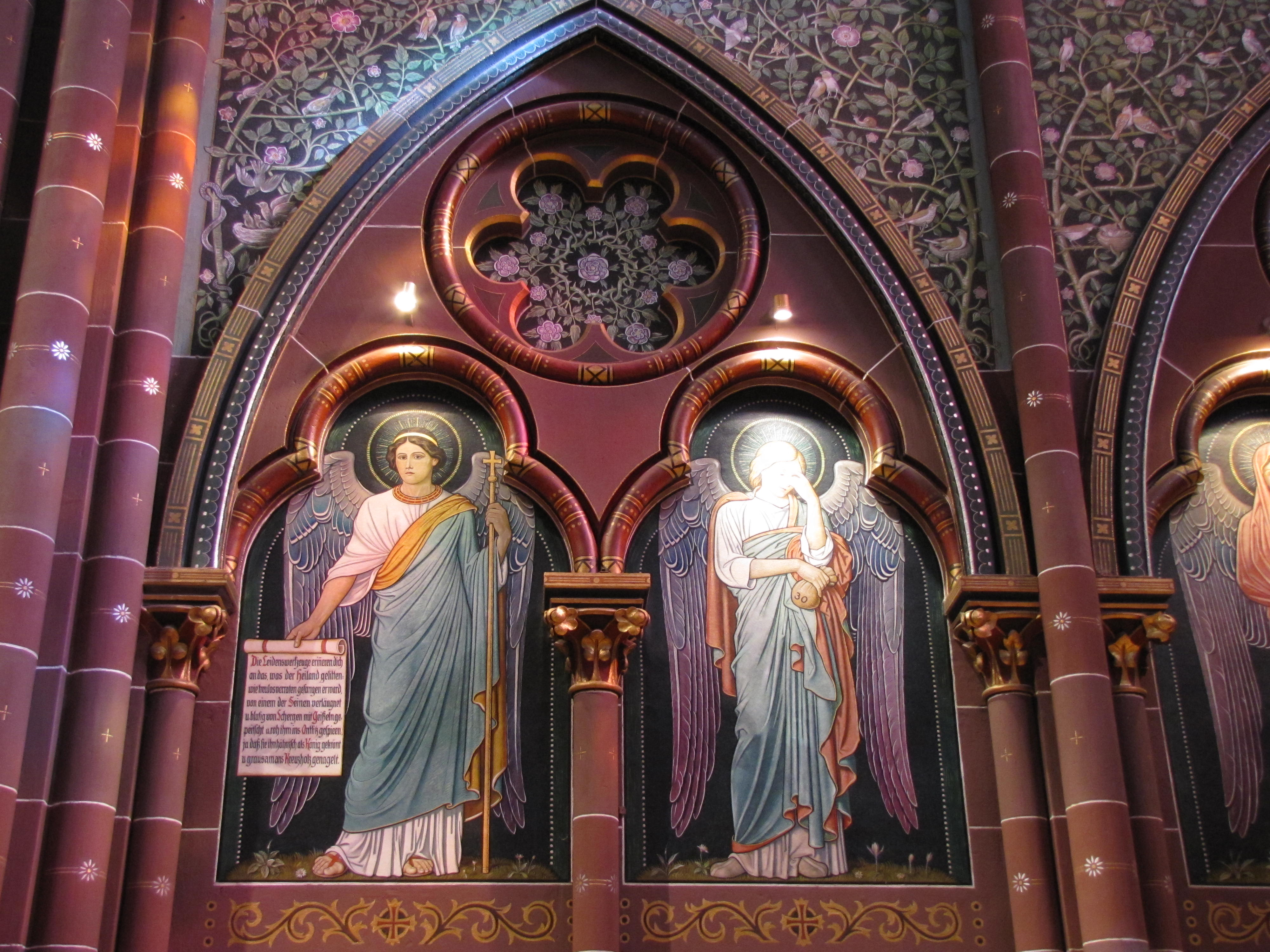
Peinture d'anges J. Asal dans le choeur.
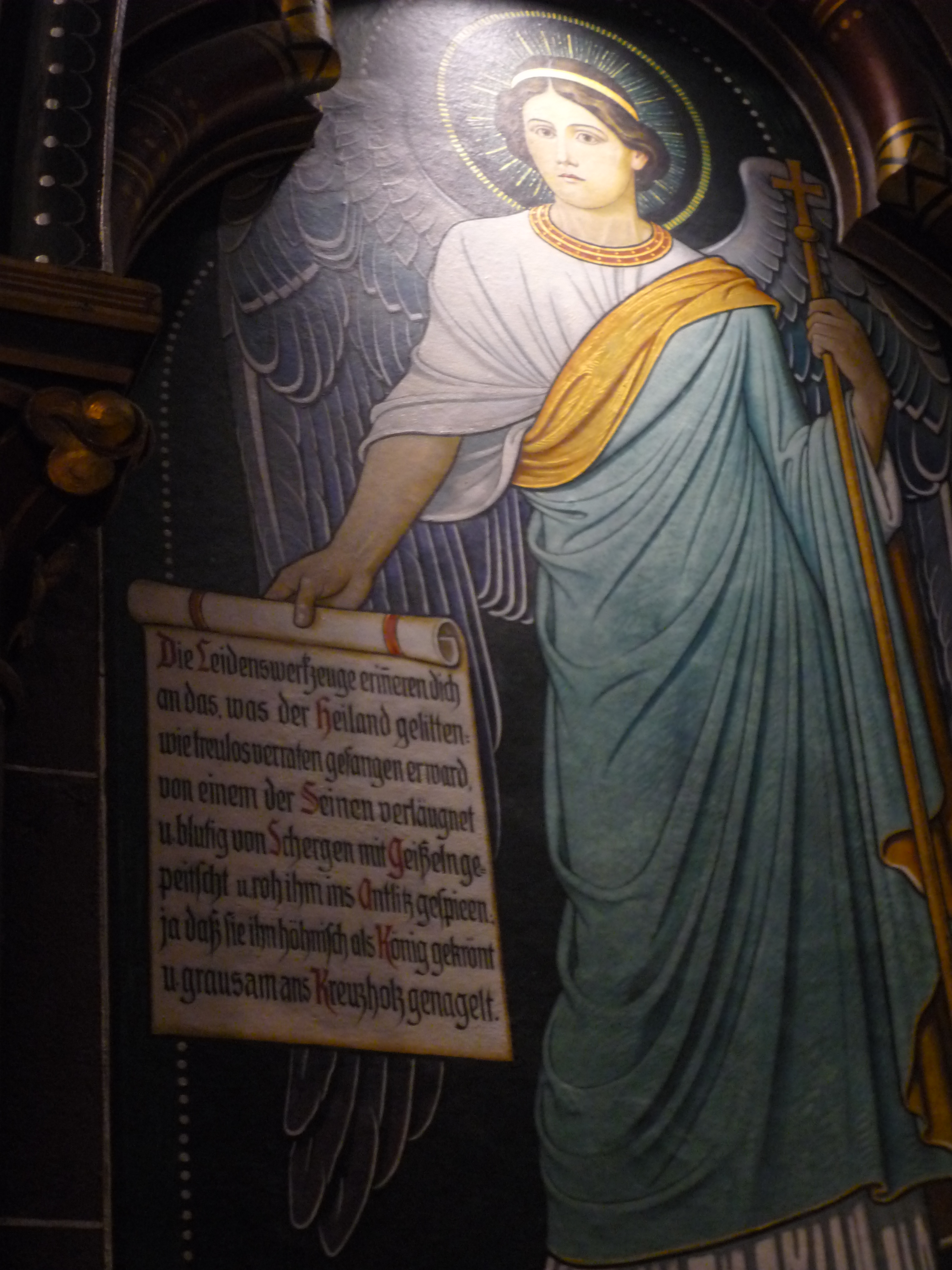
Un ange peint par J. Asal.
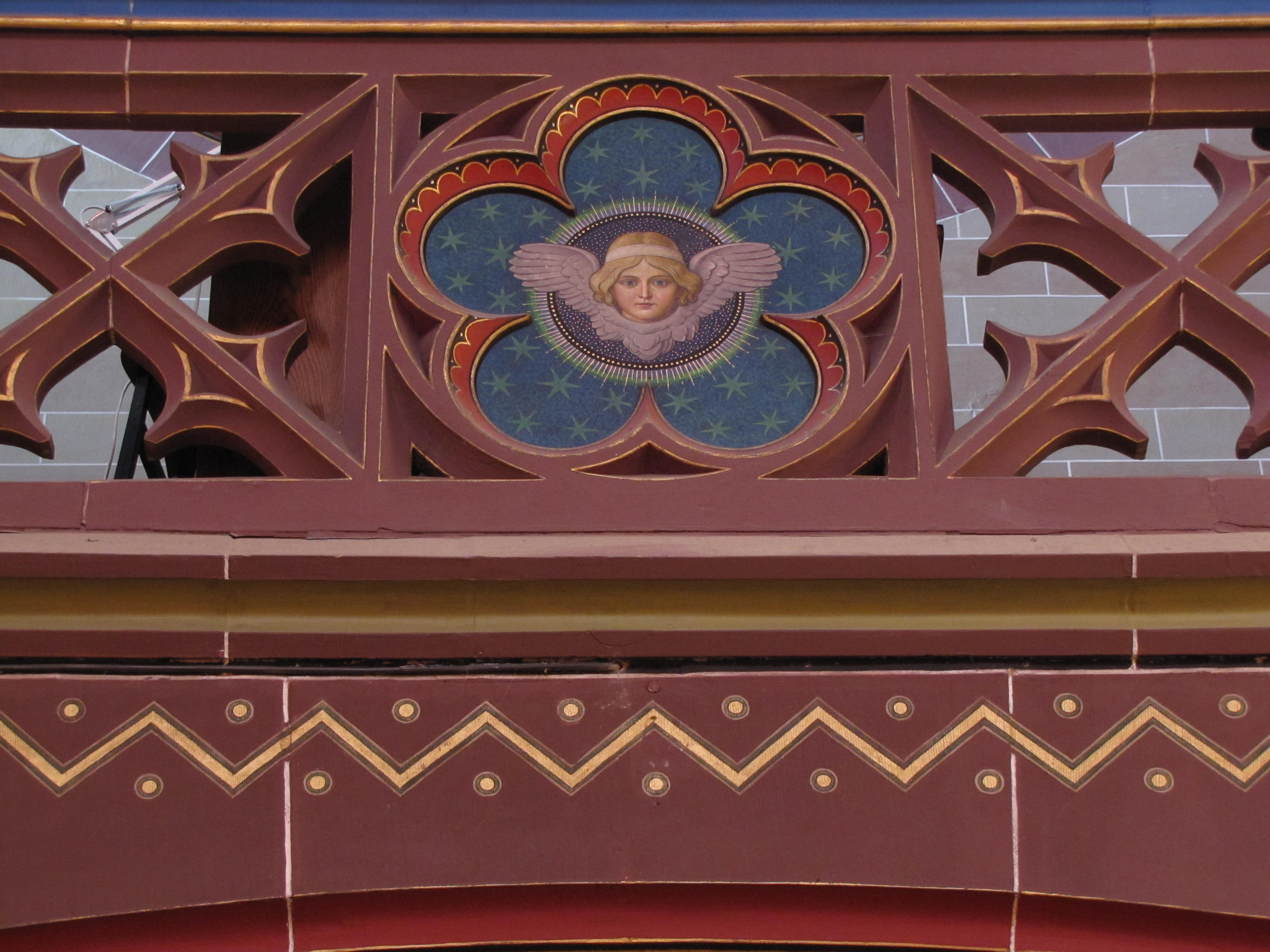
Détail d'un ange de J. Asal
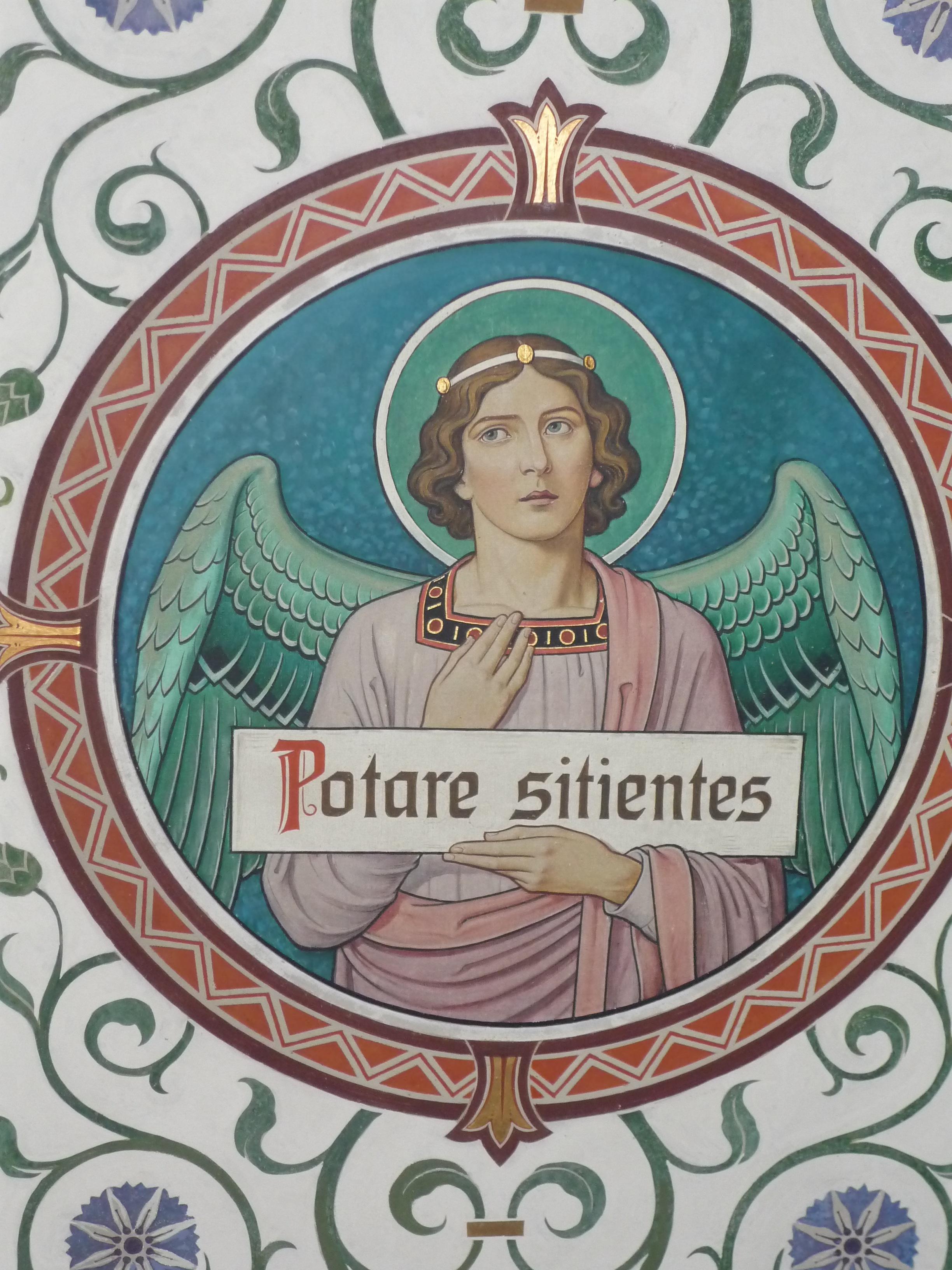
une des oeuvres de la Miséricorde : "Potare sitientes" (Abreuver les assoiffés) tenue par un ange de J. Asal.
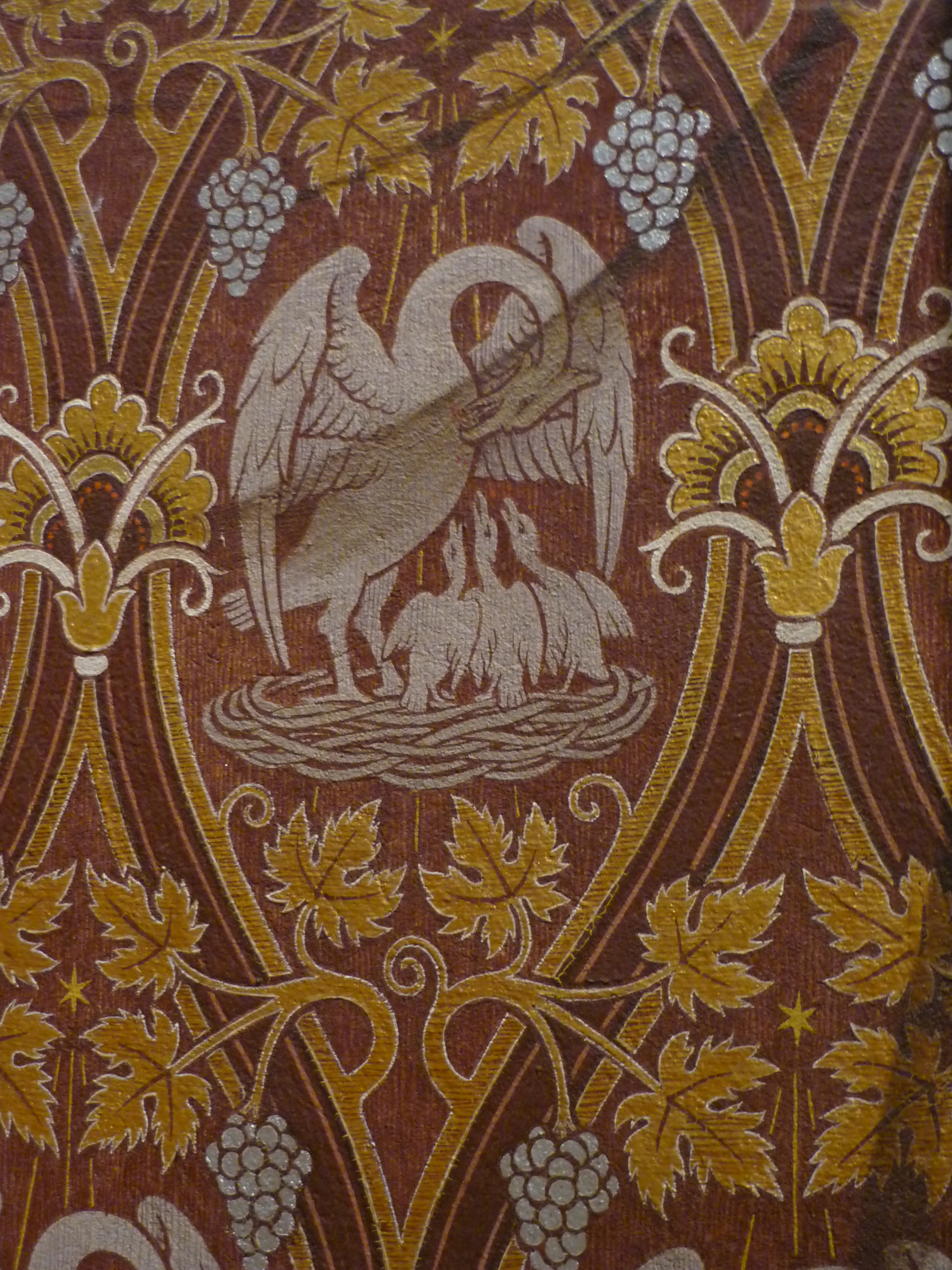
Le pélican, symbole de la piété ou du sacrifice du Christ, de J. Asal.
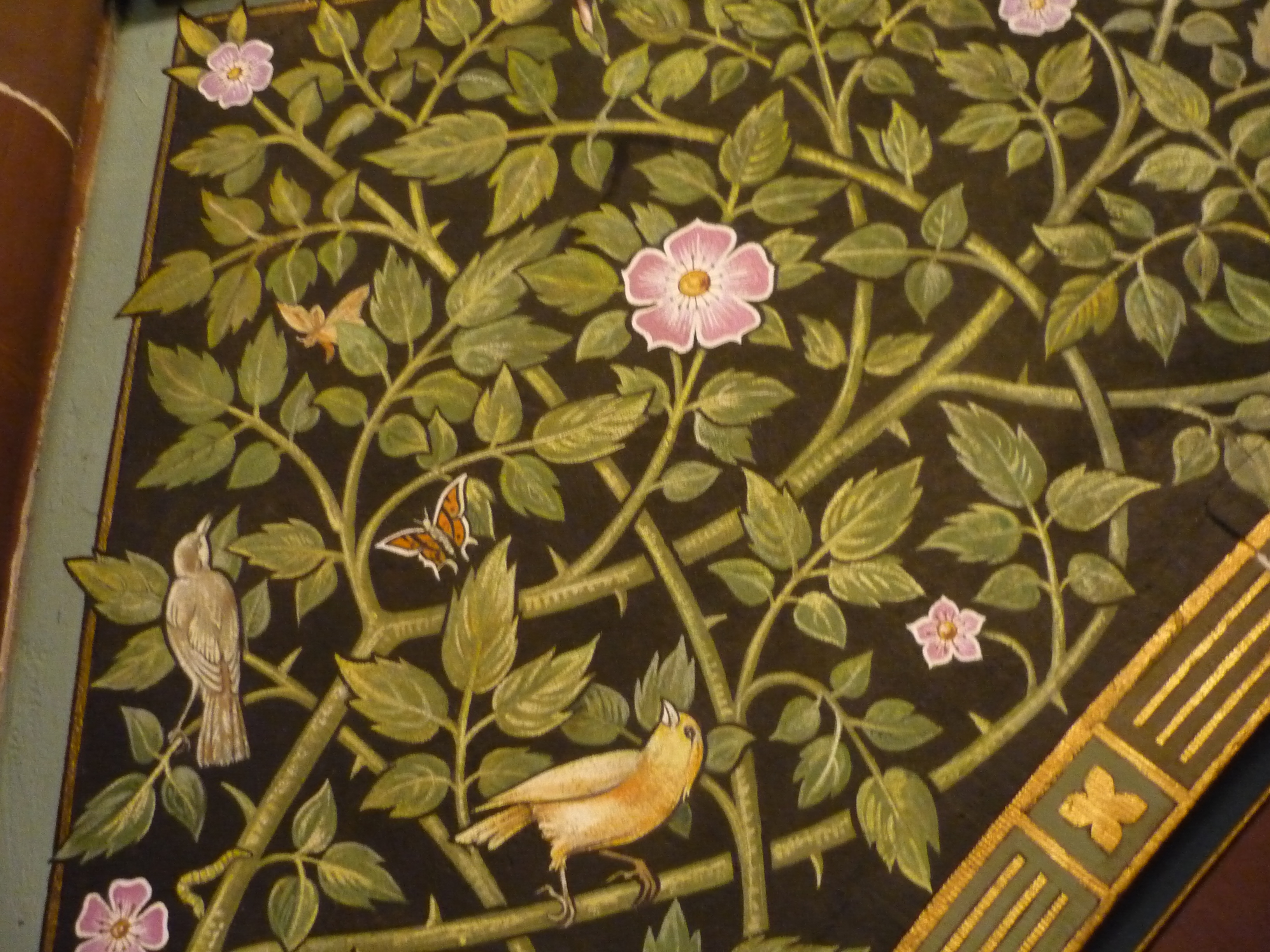
Joseph Asal peinture florale de la chapelle du Carmel

### Les peintures conservées
Les églises suivantes conservent ses peintures d'origine :
- l'église de Bischheim
- l'église de Dangolsheim
- l'église d'Heiligenberg
- la chapelle des frères capucins de Koenigshoffen
- la chapelle de l'agonie du Christ ou Todesangstkapelle (1924-1925) de la basilique Sacré-Cœur de Lutterbach dans le Haut-Rhin :

Les vitraux réalisés par les établissements Bohl de Haguenau représentent des fleurs de la passion selon les instructions de Joseph Asal. 
- la chapelle du collège Saint Joseph de Matzenheim (1924-1927) : Le chœur comprend une fresque de J. Asal en trois parties : au milieu le christ avec le cœur en évidence (la chapelle est dédiée au Sacré-Cœur). Devant lui se trouve une fontaine, symbole de la fontaine qui se situait à côté de l'arbre de la connaissance au jardin du paradis. Deux personnages se trouvent de part et d'autre la fontaine, saint Louis de Gonzague avec un lys, symbole de la jeunesse catholique et saint Tarcisius de Rome avec la palme du martyre, patron du servant d'autel. A droite, quatre enfants sont sous la protection d'un jeune prêtre enseignant un genou à terre et d'un prêtre âgé debout, une référence à Jacques-Joseph Eugène Mertian, fondateur des Frères de la doctrine chrétienne de Strasbourg auxquels appartiennent les frères de Matzenheim.

A gauche, saint Pierre Canisius, un des premiers membres de la Compagnie de Jésus, brandit le catéchisme et sainte Marguerite-Marie Alacoque, inspiratrice du culte du Sacré-Cœur, sont entourés de trois enfants, une fille et deux garçons.
Les fresques du peintre Albert Marbacher de Lutterbach sont supervisées par le peintre. Ces fresques représentent des épines peuplées d'oiseaux montant vers la coupole où des anges tiennent les instruments de la passion, le tout entrecoupé de citations tirées de la liturgie du Vendredi Saint.

### Les peintures perdues
D'autres églises ont modifié ou détruit les décors d'origine :
- la chapelle de la Maison Mère des Frères de la Doctrine chrétienne à Ehe-Benfeld
- l'église de Fessenheim dans le Haut-Rhin
- l'église saint Quirin de Haegen
- l'église Saint-Nicolas de Haguenau[11]
- l'église Saint Wendelin de Kaltenhouse
- l'église de Oberbetschdorf
- la salle du chapitre du monastère d'Oberbronn
- la chapelle Saint Florent d'Anjou des Pères de la congrégation du Saint-Esprit de Saverne
- l'église Saint Nicolas de Schweighouse-Thann dans le Haut-Rhin (construite en 1925).
- le foyer de l'étudiant catholique de Strasbourg
- le chemin de Croix de Niederhaslach[5]

### Un essai de reconstitution des peintures perdues de Joseph Asal à l'église de Kaltenhouse
L'église Saint Wendelin de Kaltenhouse est rénovée d'octobre 1935 à mars 1936. Joseph Asal est chargé de peindre la voûte du chœur. Il représente le Christ, avec une auréole partagée par les trois branches de la croix, levant le pouce, l'index et le majeur vers le ciel, tandis que l'autre main tient un livre des faits et gestes des hommes. Il représente également les quatre évangélistes avec leur nom tenant un ouvrage et un instrument d'écriture. Cette peinture que l'on retrouve au Carmel de Marienthal rompt avec la tradition de la vision d’Ézéchiel repris par les Pères de l'Eglise qui donne des attributs particuliers aux évangélistes, l'ange à Matthieu (apôtre), le bœuf à Luc (apôtre), le lion à Marc (apôtre) et l'aigle à Jean (apôtre). Sur les parois, il représente le sacrifice d'Isaac, ainsi que Moïse et le serpent d'airain. Il réalise des médaillons en or d'apôtres avec le buste des Douze apôtres ayant un attribut particulier peints (souvent l'instrument du martyre) sur le fronton de la nef. Les fresques ont été, par la suite, recouvertes d'un badigeon. Mais les fresques réalisées sont similaires, selon l'étude réalisée par l'association pour la sauvegarde du patrimoine de Kaltenhouse (ASPACK), à celles de l'église de Schweighouse-Thann dans le Haut-Rhin.

## Activités picturales après 1940
En 1940, il se réfugie à Ressins près de Roanne auprès d'un prêtre alsacien, le père Kolmer, qui est également le directeur de l'école d'agriculture. Il poursuit ses activités de décorateur à la demande des pères salésiens :
- le réfectoire et la chapelle de l'école d'agriculture de Ressins
- l'église de Boyer (Saône-et-Loire)
- la chapelle du collège d'Aix en Haute-Loire [4],[5].

Il termine ses jours au collège de Matzenheim de 1945 à 1950, où il fait quelques œuvres :
- deux tableaux pour l'église de Petersbach
- un tableau du Christ pour la salle du Chapitre des Sœurs de Niederbronn

Joseph Asal décède le 2 avril 1950, il est enterré au cimetière de Marienthal (Alsace).

### L'école de Beuron
- Karl-Heinz Braun, Hugo Ott et Wilfried Schöntag, Mittelalteriches Mönchtum in der Moderne ? Die Neugründung der Bendiktinerabtei Beuron 1863 und deren Kulturelle Austrahlhung im 19 und 20 Jahrhundert, W. Kohlhammer Verlag, Stuttgart, 2015.
- Felix Standaert, L’Ecole de Beuron, Un essai de renouveau de l'art chrétien à la fin du XIXe siècle, éditions de Maredsous, Denée, 2012.